# A gazdagság ára (teleregény)
A gazdagság ára (eredeti cím: Los ricos también lloran) 2022-es mexikói teleregény, amelyet Esther Feldman és Rosa Salazar Arenas alkotott. A főbb szerepekben Sebastián Rulli, Claudia Martín, Fabiola Guajardo, Azela Robinson és Alejandra Barros látható.
Mexikóban 2022. február 21-e és május 13-a között a Las Estrellas, Magyarországon a TV2 mutatta be 2023. november 8-a és 2024. február 7-e között.

## Cselekmény
Mariana (Claudia Martín) egy szegény fiatal nő, aki egyedül maradt a világban, és utat kell magának találnia az életben. Amikor megmenti Alberto Salvatierra (Guillermo García Cantú) életét a hálából, elviszi a házába, ahol találkozik Luis Alberto Salvatierrával (Sebastián Rulli), és mélyen egymásba szeretnek. A kapcsolatuk folytatásához Marianának le kell küzdenie a társadalmi osztály, az oktatás és a traumák akadályait, miközben ambíciók és árulások veszik körül. Amikor Mariana és Luis Alberto ráébrednek szerelmükre, az élet tragédiát hoz nekik: fiúk elrablását.

## Szereplők

### Főszereplők
| Színész                | Szereplő                   | Magyar hang           |
| ---------------------- | -------------------------- | --------------------- |
| Sebastián Rulli        | Luis Alberto Salvatierra   | Tokaji Csaba          |
| Claudia Martín         | Mariana Villarreal         | Kardos Eszter         |
| Fabiola Guajardo       | Soraya Montenegro          | Kereki Anna           |
| Azela Robinson         | Elena Suárez               | Kocsis Mariann        |
| Alejandra Barros       | Daniela Montesinos         | Solecki Janka         |
| Víctor González        | León Alfaro                | Zöld Csaba            |
| Lorena Graniewicz      | Britny Chantal Domínguez   | Nádasi Veronika       |
| Diego Klein            | Santiago Hinojosa          | Czető Roland          |
| Arturo Barba           | Víctor Millán              | Gubányi György István |
| Rubén Sanz             | Uriel López                | Renácz Zoltán         |
| Thalí García           | Sofia Mandujano            | Gulás Fanni           |
| Antonio Fortier        | Felipe Castillo            | Posta Victor          |
| José Luis Franco       | Eduardo Becerra parancsnok | Orbán Gábor           |
| Mimi Morelas           | Guadalupe Morales          | Kelemen Kata          |
| Mario Morán            | Diego Fernández            | Gacsal Ádám           |
| Michelle Jurado        | Patricia Luna Castillo     | Kiss Virág            |
| Dobrina Cristeva       | Socorro “Coco” Buendía     | Kiss Erika            |
| Paola Toyos            | Matilde Vélez              | Vámos Mónika          |
| Erik Díaz              | Polo Hernández             | Harcsik Róbert        |
| Axel Alcántara         | Jhony Domínguez            | Balda Balázs          |
| Sergio Reynoso         | Ramíro Domínguez           | Jakab Csaba           |
| Henry Zakka            | Guillermo atya             | Forgács Gábor         |
| Dalilah Polanco        | Chabela Pérez              | Ligeti Kovács Judit   |
| Guillermo García Cantú | Alberto Salvatierra        | Kárpáti Levente       |

### Mellékszereplők
| Színész                    | Szereplő                                                                | Magyar hang           |
| -------------------------- | ----------------------------------------------------------------------- | --------------------- |
| Luis Gatica                | Osvaldo Valdivia                                                        | Megyeri János         |
| Arturo Carmona             | Pedro Villareal García                                                  | Ódor István           |
| Rodolfo Arias              | Dr. Murillo                                                             | Szabó Endre           |
| Irineo Álvarez             | Alfonso Romano                                                          | Csuha Lajos           |
| Lupita Lara                | Trinidad "Nana Trini"                                                   | Halász Aranka         |
| Ricky Gutiérrez            | Jesús Camargo                                                           | Czető Ádám            |
| Paulina de Alba            | Constanza                                                               | Laudon Andrea         |
| Pamela Barri               | Lizzy                                                                   | Kiss Réka Eszter      |
| Sahit Sosa                 | Jaime                                                                   | Sörös Miklós          |
| Héctor Salas               | Matías                                                                  | Nagy Krisztofer       |
| Carlos Gatica              | Emilio Campos                                                           | Penke Bence           |
| Darwin                     | Don Toribio                                                             | Bartók László         |
| Andy Lo                    | Maikel Redondo                                                          | Joó Gábor             |
| Ariel López Padilla        | Efraín Torres                                                           | Majorfalvi Bálint     |
| Ian Monterrubio            | Edgar Castillo Luna                                                     | Holló-Zsadányi Norman |
| Alexa Ordaz                | Montserrat "Monse" Castillo Luna                                        | Rácz Hajna            |
| Hugo Catalán               | Carlos                                                                  | Hám Bertalan          |
| Sachi Tamashiro            | Dr. Altamira                                                            | Koncz-Kiss Anikó      |
| Valentina Delfín Cervantes | Julieta Fernández                                                       | Schmidt Karolina      |
| María Fernanda García      | Sandra                                                                  | Virághalmy Judit      |
| León Peraza                | Rafael Montenegro                                                       | Bor László            |
| Natasha Domínguez          | Tamara                                                                  | Bogdányi Titanilla    |
| Sabrina Seara              | Vivian                                                                  | Kisfalvi Krisztina    |
| Andrés Baida               | Alberto "Betito" Salvatierra Villarreal / Tomás "Tomasito" Verón Ortega | Gáll Dávid            |
| Estefi Merelles            | Roberta Millan                                                          | Schmidt Antónia       |
| Israel Salmer              | José Verón                                                              | Seszták Szabolcs      |
| Magali Boysselle           | Rita Ortega de Verón                                                    | Sallai Nóra           |
| Claudia Silva              | Natalia "Naty"                                                          | F. Nagy Eszter        |

### Magyar változat
- Szinkronrendező: Kiss Virág

A szinkront a Direct Dub Studios készítette.

## Évados áttekintés
| Évad | Évad | Epizódok száma | Eredeti sugárzás  | Eredeti sugárzás | Eredeti sugárzás | Magyar sugárzás   | Magyar sugárzás  | Magyar sugárzás |
| Évad | Évad | Epizódok száma | Évadpremier       | Évadfinálé       | Eredeti adó      | Évadpremier       | Évadfinálé       | Magyar adó      |
| ---- | ---- | -------------- | ----------------- | ---------------- | ---------------- | ----------------- | ---------------- | --------------- |
|      | 1.   | 60             | 2022. február 21. | 2022. május 13.  |                  | 2023. november 8. | 2024. február 7. | TV2             |

## A sorozat készítése
2018 októberében jelentették be a sorozatot. 2021. szeptember 20-án kezdődött a forgatás, a szereplőket még aznap bejelentették. 2022. március 2-án ért véget a forgatás.